# Chrysanthoglossum
Chrysanthoglossum là một chi thực vật có hoa trong họ Cúc (Asteraceae).

## Loài
Chi Chrysanthoglossum gồm các loài: